# Caia van Maasakker
Caia van Maasakker (ur. 5 kwietnia 1989) – holenderska hokeistka na trawie.

## Kariera sportowa
Złota medalistka olimpijska z Londynu, oraz srebrna medalistka igrzysk w Rio de Janeiro (2016).
Występuje w obronie. Zawody w 2012 były jej pierwszymi igrzyskami olimpijskimi. W reprezentacji Holandii zagrała 12 razy. Znajdowała się wśród zwyciężczyń Champions Trophy w 2011. Srebrna medalistka igrzysk w Rio de Janeiro (2016).